# هارالد بارتول
هارالد بارتول (بالألمانية: Harald Bartol)‏ هو متسابق دراجات نارية نمساوي. نافس في سباقات بطولة العالم لفئة 250 سي سي ولفئة 125 سي سي ولفئة 50 سي سي. جاء في المركز الرابع في سباق الجائزة الكبرى سنة 1978 على ظهر دراجة موربيدلي.